# Urola Costa
Urola Costa (en euskera y oficialmente: Urola Kosta) es una comarca del territorio histórico y provincia de Guipúzcoa, en el País Vasco (España) que tiene 74 335 habitantes (INE 2014). La sede de la mancomunidad se encuentra en Zarauz.
Urola Costa está formada por dos subcomarcas:
- La Costa (en euskera: «Kosta» o «Kostaldea»), que es el tramo central de la costa guipuzcoana, situado entre las desembocaduras de los ríos Oria y Urola. Incluye los municipios de Orio, Aya, Zarauz (capital de la comarca), Guetaria y Zumaya. Tiene 43 083 habitantes.[1]

- El Urola, que es la cuenca media y baja del río Urola. Incluye los municipios de Azcoitia, Azpeitia, Beizama, Régil, Cestona y Aizarnazábal. Tiene 31 252 habitantes.[1]

| #  | Municipio    | Alcalde                             | Partido Político      | Población (2018) | % Población | Territorio km² |
| -- | ------------ | ----------------------------------- | --------------------- | ---------------- | ----------- | -------------- |
| 1  | Zarauz       | Xabier Txurruka Fernández           | EAJ-PNV + PSE-EE-PSOE | 23 223           | 30,7        | 14,80          |
| 2  | Azpeitia     | Nagore Alkorta Elorza               | EH Bildu              | 14 786           | 19,5        | 69,39          |
| 3  | Azcoitia     | Javier Zubizarreta Zubizarreta      | EAJ-PNV               | 11 609           | 15,3        | 55,4           |
| 4  | Zumaya       | Iñaki Ostolaza Esnal                | EH Bildu              | 10 044           | 13,3        | 11,28          |
| 5  | Orio         | Anuska Esnal Oliden                 | EH Bildu              | 5 948            | 7,9         | 9,81           |
| 6  | Cestona      | Mikel Arregi Urrutia                | EH Bildu              | 3 725            | 4,9         | 43,69          |
| 7  | Guetaria     | Haritz Alberdi Arrillaga            | EH Bildu              | 2 818            | 3,7         | 10,6           |
| 8  | Aya          | Miren Nekane Arrizabalaga Manterola | EAJ-PNV               | 2 081            | 2,7         | 55,27          |
| 9  | Aizarnazábal | María Carmen Arregi Agirre          | EH Bildu              | 777              | 1,0         | 6,55           |
| 10 | Régil        | Xebero Agirretxe Arruti             | EH Bildu              | 589              | 0,8         | 32,46          |
| 11 | Beizama      | Pedro Otaegui Urkizu                | Beizama Bai (Indep.)  | 151              | 0,2         | 16,55          |
|    | Urola Costa  |                                     |                       | 75 751           | 100         | 325,8          |

## Núcleos de población de la comarca según el INE (2019)
|    | Nombre localidad           | Nombre oficial          | Municipio    | Población 2019 |
| 1  | Zarauz                     | Zarautz                 | Zarauz       | 23.120         |
| 2  | Azpeitia                   | Azpeitia                | Azpeitia     | 13.960         |
| 3  | Azcoitia                   | Azkoitia                | Azcoitia     | 10.884         |
| 4  | Zumaya                     | Zumaia                  | Zumaya       | 9.707          |
| 5  | Orio                       | Orio                    | Orio         | 6.022          |
| 6  | Guetaria                   | Getaria                 | Guetaria     | 2.453          |
| 7  | Cestona                    | Zestoa                  | Cestona      | 2.258          |
| 8  | Aya                        | Aia                     | Aya          | 652            |
| 9  | Arrona de Abajo            | Arroa Behea             | Cestona      | 611            |
| 10 | Aizarnazábal               | Aizarnazabal            | Aizarnazábal | 588            |
| 11 | Urrestilla                 | Urrestilla              | Azpeitia     | 576            |
| 12 | Loyola                     | Loiola                  | Azpeitia     | 347            |
| 13 | Oiquina                    | Oikia                   | Zumaya       | 330            |
| 14 | Izarraitz                  | Izarraitz               | Azcoitia     | 328            |
| 15 | Aizarna                    | Aizarna                 | Cestona      | 295            |
| 16 | Santiago                   | Santio Erreka           | Aya          | 288            |
| 17 | Arrona de Arriba           | Arroa Goia              | Cestona      | 278            |
| 18 | San Pedro de Andatza       | Andatza                 | Aya          | 253            |
| 19 | Arrietamendi               | Arrietamendi            | Azcoitia     | 234            |
| 20 | Ormaolamendi               | Ormaolamendi            | Azcoitia     | 187            |
| 21 | Iraeta                     | Iraeta                  | Cestona      | 183            |
| 22 | Olascoagaeguia             | Olaskoegia              | Aya          | 172            |
| 23 | Arzállus                   | Artzalluz               | Régil        | 153            |
| 24 | Beizama                    | Beizama                 | Beizama      | 143            |
| 25 | Arratola Aldea             | Arratola Aldea          | Aya          | 128            |
| 26 | Aitza                      | Aitza                   | Zarauz       | 117            |
| 27 | Meagas                     | Meaga                   | Guetaria     | 117            |
| 28 | Régil                      | Errezil                 | Régil        | 116            |
| 29 | Letea                      | Letea                   | Régil        | 114            |
| 30 | Elcano                     | Elkano                  | Aya          | 112            |
| 31 | Asquizu                    | Askizu                  | Guetaria     | 111            |
| 32 | Iruretaeguia               | Iruretaegia             | Aya          | 106            |
| 33 | Arrutieguía                | Arrutiegia              | Aya          | 100            |
| 34 | San Prudencio              | San Prudentzio          | Guetaria     | 95             |
| 35 | Ibarbia                    | Ibarbia                 | Régil        | 94             |
| 36 | Ezama                      | Ezama                   | Régil        | 86             |
| 37 | Urdaneta                   | Urdaneta                | Aya          | 83             |
| 38 | Zubialdea                  | Zubialdea               | Aizarnazábal | 77             |
| 39 | Urteta                     | Urteta                  | Zarauz       | 68             |
| 40 | Laurgain                   | Laurgain                | Aya          | 64             |
| 41 | Lasao                      | Lasao                   | Cestona      | 63             |
| 42 | San Miguel de Artadi       | Artadi                  | Zumaya       | 61             |
| 43 | Curpidipea                 | Kurpidea                | Aya          | 56             |
| 44 | Nuarbe                     | Nuarbe                  | Azpeitia     | 53             |
| 45 | Sayaz                      | Saiatz                  | Aizarnazábal | 51             |
| 46 | Eizaga                     | Eitzaga                 | Guetaria     | 45             |
| 47 | Echave                     | Etxabe                  | Aizarnazábal | 37             |
| 48 | Echetaballa                | Etxetaballa             | Aya          | 29             |
| 49 | Endoya                     | Endoia                  | Cestona      | 23             |
| 50 | Muguizagaina               | Mugitzagaina            | Aizarnazábal | 19             |
| 51 | Elcano                     | Elkano                  | Zarauz       | 18             |
| 52 | Erdoizta                   | Erdoizta                | Régil        | 12             |
| 53 | Alzola                     | Altzola                 | Aya          | 11             |
| 54 | Santa Marina de Arguisain  | Argisain (Santa Marina) | Régil        | 9              |
| 55 | Echezarreta                | Etxezarreta             | Aizarnazábal | 0              |
| 56 | Polígono industrial Ubegun | Ubegun Industrigunea    | Aya          | 0              |